# Maison d'Aumont
 (novembre 2019).
Si vous disposez d'ouvrages ou d'articles de référence ou si vous connaissez des sites web de qualité traitant du thème abordé ici, merci de compléter l'article en donnant les références utiles à sa vérifiabilité et en les liant à la section « Notes et références ».
Pour les articles homonymes, voir Aumont.
La maison d'Aumont est une famille noble française, d'extraction féodale, originaire de Picardie. La branche aînée a été créée duc d'Aumont en 1665. La maison d'Aumont s'est éteinte en 1888.

## Histoire
La maison d'Aumont est une famille d'origine picarde,, (ils eurent Méru, Cramoisy, Corbeil-Cerf), qui pendant longtemps fut en possession de la charge de premier gentilhomme de la Chambre du roi à Paris[réf. à confirmer]. 
Au XIIIe siècle, Jean Ier d'Aumont est seigneur d'Aumont, † 1248 ; de sa femme Mabile il a :
- Jean II d'Aumont, † 1300, qui épouse Isabelle, d'où :
  - Jean III d'Aumont, † 1358, mari d'Agnès/Jeanne Baillif, d'où :
    - Pierre Ier d'Aumont, † 1381, seigneur de Sacquenville et Bérengeville par don royal le 13 juin 1363 ; de sa femme Jeanne du Déluge/du Delouge (sans doute Le Déluge), épousée vers 1343, il a :
      - Pierre II Hutin d'Aumont (vers 1350-† vers 1415), ... qui épouse 2° en 1383 Jacqueline de Châtillon, fille de Jean de Châtillon, seigneur de Gandelu et petite-fille du connétable Gaucher V de Châtillon, d'où :
        - Pierre III d'Aumont, sire de Cramoisy, † 1396 à Nicopolis,

      - ... et qui épouse 3° en 1391 Jeanne de Mello (issue des Mello d'Epoisses, fille de Guy de Mello sire de Givry ; dame de Clérey et de Chappes, † 1408) ; d'où :
        - - Jeanne d'Aumont, x Louis de Mello de St-Parize ; - Marie d'Aumont, x Arnould de Gavre d'Escornaix ; - Blanche d'Aumont, x Gilles de Gamaches († 1424 à Verneuil ; d'où la branche des Gamaches installée en Berry, sires de Lauroy, Sury, Jussy et Quincampoix, Châteaumeillant), et...
        - Jean IV Hutin d'Aumont, seigneur d'Aumont, Méru, Chappes, † 1415 à Azincourt, marié en 1405 avec Yolande de Châteauvillain, dame de St-Amand[4][réf. à confirmer] (fille de Jean IV de Châteauvillain et de Jeanne de Grancey dame de Louvois, elle-même fille d'Eudes VII de Grancey et Yolande de Bar de Pierrepont, le grand-père paternel de cette dernière, Erard de Bar de Pierrepont d'Ancerville étant le fils de Thiébaut II comte de Bar et de Jeanne de Toucy, dame de la Puisaye dont font partie Puisaye (alias St-Amand) et Toucy[5]), dont :
          - Jacques Ier d'Aumont, †1470/1479, marié en 1456 avec Catherine dame d'Estrabonnes et de Nolay, de Molinot, et de Monta(i)gu (à Mercurey) et Couches en partie (descendante des Bourgogne-Montaigu) ; d'où :
            - Ferry d'Aumont, le cadet, sire de Méru, Aumont, Chars (à Chars et Lavilletertre), héritier des biens picards, † 1525/1526, qui épouse Françoise de Ferrières, dame de Dangu, Thury en partie, Crèvecœur et Préaux : 
              - dont - Anne d'Aumont († 1559 ; x 1522 Claude de Montmorency-Fosseux : d'où la succession des fiefs normands, plus Aumont et Méru, par les Montmorency donc) ; et - Louise d'Aumont dame de Chars (x 1523 François de Rouville, avec succession de Chars chez les La Guesle de Loreau : x La Châtre de Nançay, et x Séguier d'O x d'Albert de Luynes),

            - Blanche d'Aumont, † 1530, dame de St-Amand-en-Puisaye[6], x 1477/1478 François de Rochechouart-Chandeniers, et...
            - Jean V d'Aumont, l'aîné, † ap. 1521, héritier des fiefs champenois et bourguignons, seigneur de Couches et Montagu en partie, baron d'Estrabonne, Nolay, Molinot, Chappes, etc., lieutenant-général en Bourgogne ; de sa femme Françoise de Maillé, fille d'Hardouin IX de Maillé et d'Antoinette de Chauvigny de Châteauroux de Brosse, épousée en 1484, il a :
              - Pierre (III) l'Aîné, † ap. 1526, sans postérité de sa femme Anne, fille de Marc de La Baume de Montrevel
              - Pierre III ou IV d'Aumont, † ap. 1548 ; il épouse 1° en 1527 Françoise de Sully, issue de la branche cadette de Beaujeu, Cors et Romefort en Berry venue de Gilon II sire de Sully, d'où : - Jacqueline d'Aumont, † 1602, x 1551 Yves III de Tourzel d'Alègre (né en 1523-† assassiné le 13 juillet 1577 au château d'Allègre)[7], et...
                - Jean VI d'Aumont (1522/1529-1595), dit le Franc Gaulois, comte de Châteauroux par sa grand-mère paternelle Françoise de Maillé, maréchal de France qui se distingua sous Henri III et Henri IV et périt d'un coup de mousqueton à Comper près de Rennes en combattant le duc de Mercœur, l'un des chefs des Ligueurs ; sa 2e épouse fut Françoise Robertet dame d'Alluyes (1519-1580), fille de Florimond Robertet et veuve de Jean II Babou de La Bourdaisière ; de sa première femme épousée en 1559, Antoinette Chabot (fille de Philippe Chabot de Brion, amiral de France, comte de Charny et Buzançais, et de Françoise de Longwy nièce du roi François Ier), il a, entre autres enfants : 
                  - Antoine Ier d'Aumont (1562-1635), marquis de Nolay, comte d'Estrabonne, baron de Chappes etc.,
                  - - Françoise d'Aumont, † vers 1623, qui épouse en 1592 René de Rochebaron de Berzé († vers 1617 ; cf. les articles Rochebaron et Wiki Mâcon-sud Bourgogne : Berzé; d'où Philibert de Rochebaron ci-après) ; - Marguerite d'Aumont, femme de François II de Polignac-Chalencon de Rochebaron, et ...
                  - Jacques II d'Aumont (vers 1580-1614), marié en 1599 avec Charlotte-Catherine de Villequier de La Guerche, qui descendait du mariage entre Antoinette de Maignelais et André de Villequier, et qui était la fille de René de Villequier de Clervaux, conseiller d'Henri III, et de Françoise de La Marck d'Aigremont : d'où - Antoine II d'Aumont, Ier duc d'Aumont, qui suit ; - César d'Aumont de Clairvaux, vicomte de La Guerche (1602-1661) ; - Roger, évêque d'Avranches et abbé d'Uzerche, Barzelle, Longvilliers, Beaulieu, St-Aubin des Bois ; - Charles, † 1644 de ses blessures au siège de Landau ; - Jacques-Emmanuel, † 1643 ; et - Anne d'Aumont (1601-1642), x 1° Antoine Potier de Gesvres (vers 1585-1621), puis 2° Charles de Lannoy.

## Filiation ducale
En 1665, le marquisat d'Isles-en-Champagne est érigé en duché-pairie d'Aumont, en faveur d'Antoine II d'Aumont de Rochebaron :
- Antoine II d'Aumont de Rochebaron (1601-1669), marquis de Villequiers, d'Isle, de Nolay et de Chappes, comte de Berzé (Antoine a relevé le nom et les fiefs bourguignons de son cousin germain Philibert de Rochebaron de Berzé ci-dessus, décédé sans postérité) et baron d'Estrabonnes, puis premier duc d'Aumont (1665 - création sur le fief d'Isle(s) acheté en 1648 au duc Charles II de Gonzague-Mantoue-Nevers, et tout proche de Chappes) et pair de France. Capitaine des Gardes du Corps du Roi, maréchal de France, il contribua beaucoup au gain de la bataille de Rethel en 1650. Il eut le bâton de maréchal pour récompense, et mourut en 1669. C'est lui qui donna son nom à l'hôtel d'Aumont à Paris dans le Marais ; x 1629 Catherine Scarron (1615-1691) dame de Vaures/Vayres (Vaires ? À proximité, Vaujours était un fief de la famille Scarron), petite-cousine du poète Paul Scarron, d'où : - Anne-Elisabeth d'Aumont, x 1661 Charles comte de Broglie et marquis de Dormans, frère de François Marie ; - Charles d'Aumont, successeur aux abbayes de son oncle Roger d'Aumont ci-dessus, sauf St-Aubin-des-Bois ; Catherine-Marie d'Aumont, abbesse du Pré, et...
- Louis-Marie-Victor d'Aumont de Rochebaron (1632-1704), marquis de Chappes, puis de Villequier, 2e duc d'Aumont, Pair de France, marquis d'Isles et de Nolay et Baron d'Estrabonne, capitaine des Gardes du Corps du Roi. il fut un des plus zélés serviteurs de Louis XIV : il se distingua dans la campagne de Flandre; il contribua beaucoup aux progrès de la science des médailles et fut membre de l'Académie des Inscriptions. Il épousa 1° le 21 novembre 1660, Madeleine (1646-1668), fille du chancelier Michel Le Tellier et sœur de Louvois ; et 2° 1669 Françoise-Angélique, 1650-1711, fille du maréchal de La Mothe-Houdancourt (→ d'où Louis-François d'Aumont duc d'Humières, 1671-1751, x 1690 Anne-Louise-Julie de Crevant d'Humières : parents de Louise-Françoise d'Aumont d'Humières, 1691-1742, x Antoine VI de Gramont, 5e duc de Gramont)
- Louis d'Aumont de Rochebaron (1667-1723), fils de Madeleine Le Tellier et Louis-Antoine-Marie d'Aumont, marquis de Villequier, 3e duc d'Aumont, Pair de France, époux en 1690 d'Olympe de Brouilly (1660-1723), fille d'Antoine de Brouilly (marquis de Piennes — Peene et Onvillers/Mesvillers ; héritage des Halluin) et de Françoise Godet des Marais, tante de Paul, évêque de Chartres ; (→ deux sœurs du duc Louis : - Madeleine-Elisabeth-Fare d'Aumont, 1662-1728, x 1677 Jacques-Louis de Beringhen ; et - Anne-Charlotte d'Aumont, 1664-1724, x 1683 François-Joseph, marquis de Créquy)
- Louis-Marie d'Aumont de Rochebaron (1691-1723), marquis de Villequier, 4e duc d'Aumont (dit de Villequier), Pair de France, mari en 1708 de Catherine de Guiscard (1688-1723), fille du marquis Louis de Guiscard (famille du Quercy, fieffée notamment entre Puy-l'Evêque et Montcuq ; comte de Neuvy-sur-Loire, marquis de Guiscard-Magny, seigneur de Puycalvary, de La Coste-Grézels, de Lagardelle, du Cayrou, comte de La Bourlie (il s'agit d'une terre des Guiscard sise près de La Coste à Grézels, probablement appelée aussi « la Bouleurie, la Boulverie » : Lalaurie à Bélaye ?, Le Boulvé et La Borie ?)
- Louis-Marie-Augustin d'Aumont de Rochebaron (1709-1782), marquis de Villequier, d'Isle et de Nolay, comte de Berzé, baron de Chappes, d'Estrabonne et de Molinot, 5e duc d'Aumont (dit de Villequier), pair de France. Sa femme (x 1727) Victoire-Félicité de Durfort de Duras (1705-1753), fille du duc Jean-Baptiste de Duras, est la tante de leur bru Louise-Jeanne ci-après. D'où : - Jeanne-Louise-Constance d'Aumont (1731-1816), x 1747 Gabriel-Louis-François, duc de Villeroy (1731-† guillotiné en 1794), et les deux ducs suivants :
- Louis-Marie-Guy d'Aumont de Rochebaron (1732-1799), marquis de Villequier et de Piennes, duc de Mazarin, puis duc de Piennes en 1781, 6e duc d'Aumont, Pair de France, Baron de Chappes. Mari en 1747 de sa cousine Louise-Jeanne de Durfort de Duras (1735-1781), fille du duc Emmanuel-Félicité de Durfort de Duras et l'héritière des La Porte de La Meilleraye-Mazarin par sa mère Charlotte-Antoinette. Père de Louise d'Aumont (1759-1826), duchesse de Mazarin, de Mayenne et de La Meilleraye, une des plus grandes fortunes de France, épouse en 1777 d'Honoré IV de Monaco (1758-1819).
- Louis-Alexandre-Céleste d'Aumont (1736-1814), frère cadet du duc Louis-Marie-Guy, duc de Villequier en 1774, 7e duc d'Aumont, Pair de France, connu par son dévouement à Louis XVI : il favorisa l'évasion du roi en juin 1791 ; x 1759 Félicité-Louise Le Tellier (1736-1768), fille de François-Michel marquis de Louvois et de Courtanvaux, arrière-petit-fils du ministre de la Guerre
- Louis-Marie-Céleste d'Aumont (1762-1831), duc de Piennes et duc de Villequier, 8e duc d'Aumont, Pair de France, gentilhomme de la chambre sous Louis XVIII ; il fit en 1815, pendant les Cent-Jours, une descente en Normandie et s'empara de Bayeux et de Caen. Lieutenant général en service au Royal Suédois. Il épouse en 1781 Madeleine-Mélanie-Charlotte de Rochechouart (1765-1790), fille d'Aimery-Louis-Roger de Rochechouart comte de Faudoas
- Adolphe-Henri-Aimery d'Aumont (1785-1849), 9e duc d'Aumont et de Villequier (→ son frère aîné Louis-Mélanie-Antoine d'Aumont, né en 1782, était mort dès 1805), marié en 1808 avec Albertine-Marie Chertemps du Seuil (1786-1858)
- Louis-Marie-Joseph d'Aumont (1809-1888), 10e duc d'Aumont et de Villequier, sans alliance (→ sa sœur Ambroisine-Marie-Mélanie d'Aumont, 1810-1885, épouse en 1835 Edmond-Charles-Andronic Poullain de La Vincendière, 1811-1893, d'où Postérité).

## Armes et Devise
- Armes : D'argent au chevron de gueules accompagné de sept merlettes du même, quatre en chef, trois en pointe mal ordonnées.
- Devise : « Uni militat astro »[8].

## Source
Cet article comprend des extraits du Dictionnaire Bouillet. Il est possible de supprimer cette indication, si le texte reflète le savoir actuel sur ce thème, si les sources sont citées, s'il satisfait aux exigences linguistiques actuelles et s'il ne contient pas de propos qui vont à l'encontre des règles de neutralité de Wikipédia.